# Milizia armena
La milizia armena, o unità di irregolari armeni, nota anche con i termini armeni Ֆէտայի (fedayyin) e կամավոր (kamavor) fu una unità militare del XIX e dell'inizio del XX secolo formata da guerriglieri di nazionalità armena che lasciavano le loro famiglie per unirsi alle brigate di volontari. I combattenti armeni erano quindi dei volontari (Kamavor),  mentre fedayyin, in arabo فدائيون, ha il significato di "coloro che sono pronti a sacrificare la loro vita [per il loro popolo]" e quindi per estensione "combattenti per la libertà"). Sebbene usato anche per i combattenti arabi, il termine fedayyin fu usato per la prima volta per definire i combattenti armeni all'interno dello Stato Eterno, l'Impero ottomano, dove gli armeni ottomani costituirono organizzazioni militari di guerriglia in reazione al saccheggio dei villaggi armeni, all'assassinio di armeni da parte di criminali, di forze tribale curde e di milizie hamidiane durante il regno di Abdul Hamid II, tra la fine del XIX e l'inizio del XX secolo, negli eventi come massacri hamidiani. La maggior parte dei fedayyin erano anche leader e membri del Movimento di Liberazione Nazionale dell'Armenia. Il loro obiettivo finale era sempre quello di ottenere l'autonomia degli armeni (Armenakan) o l'indipendenza (Dashnak, Hunchak) a seconda della loro ideologia e del grado di oppressione esercitato sugli armeni.
Il termine armeno fedayi deriva in ultima analisi dall'arabo fedayeen: فدائيون fidā'īyūn, che letteralmente significa "coloro che sacrificano".

## Obbiettivi e attività

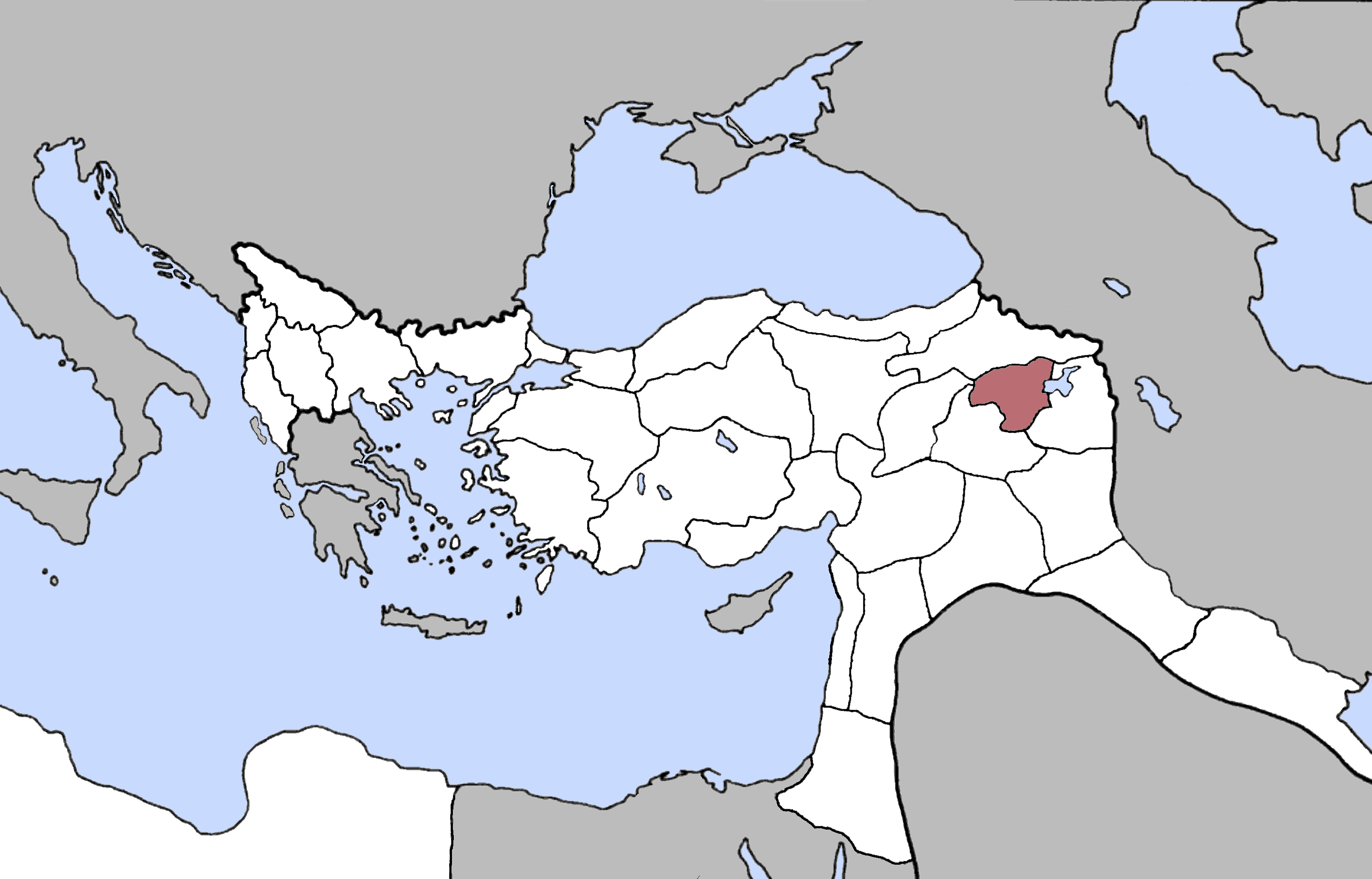
Il Vilayet di Bitlis (la storica Taron) era il centro delle operazioni fedayi alla fine del XIX secolo e all'inizio del XX secolo.

L'obiettivo principale dei fedayi armeni era quello difendere gli abitanti dei villaggi armeni dalle persecuzioni e, allo stesso tempo, interrompere le attività dell'Impero ottomano nelle regioni popolate dell'Armenia. Volontari armeni combatterono durante i massacri hamidiani, la resistenza di Sasun (1894), la ribellione di Zeitun (1895-1896), la difesa di Van e la spedizione di Khanasor. Furono i leader e i membri del movimento nazionale armeno. Queste bande sabotavano le linee telegrafiche e facevano irruzione nei rifornimenti dell'esercito. Commettevano anche omicidi e contrattacchi nei villaggi musulmani a aiutavano gli armeni a difendersi durante le purghe dei villaggi da parte di funzionari ottomani. Furono supportati dagli armeni e guadagnarono rapidamente fama, sostegno e fiducia da parte loro.
Le loro attività nell'Impero ttomano si dissolsero dopo la Seconda era costituzionale dell'Impero ottomano, quando il Comitato di Unione e Progresso salì al potere e, per un certo periodo, e concesse ai cittadini armeni dell'Impero gli stessi diritti dei cittadini turchi e curdi. La maggior parte dei gruppi fedayi in seguito si sciolse e i loro membri tornarono alle loro famiglie.

### Rivoluzione costituzionale persiana

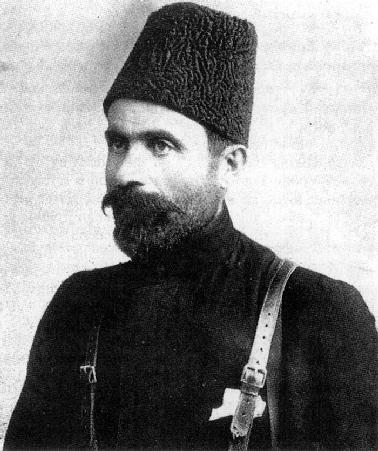
Yeprem Khan fu un leader rivoluzionario dell'Iran e una figura chiave della rivoluzione.

Diverse figure chiave fedayi e dell'ARF come Aram Manukian, Hamo Ohanjanyan e Stepan Stepanian concordarono di unirsi alla rivoluzione costituzionale iraniana in corso nella vicina Persia dei Qajar.
Stabilirono che il movimento presentava componenti politiche, ideologiche ed economiche e quindi mirava a stabilire la legge e l'ordine, i diritti umani e gli interessi di tutti i lavoratori. Sentivano anche che avrebbe funzionato a beneficio e interesse degli armeno-iraniani. Il voto finale fu di 25 voti a favore e una contumacia.

### Prima guerra mondiale

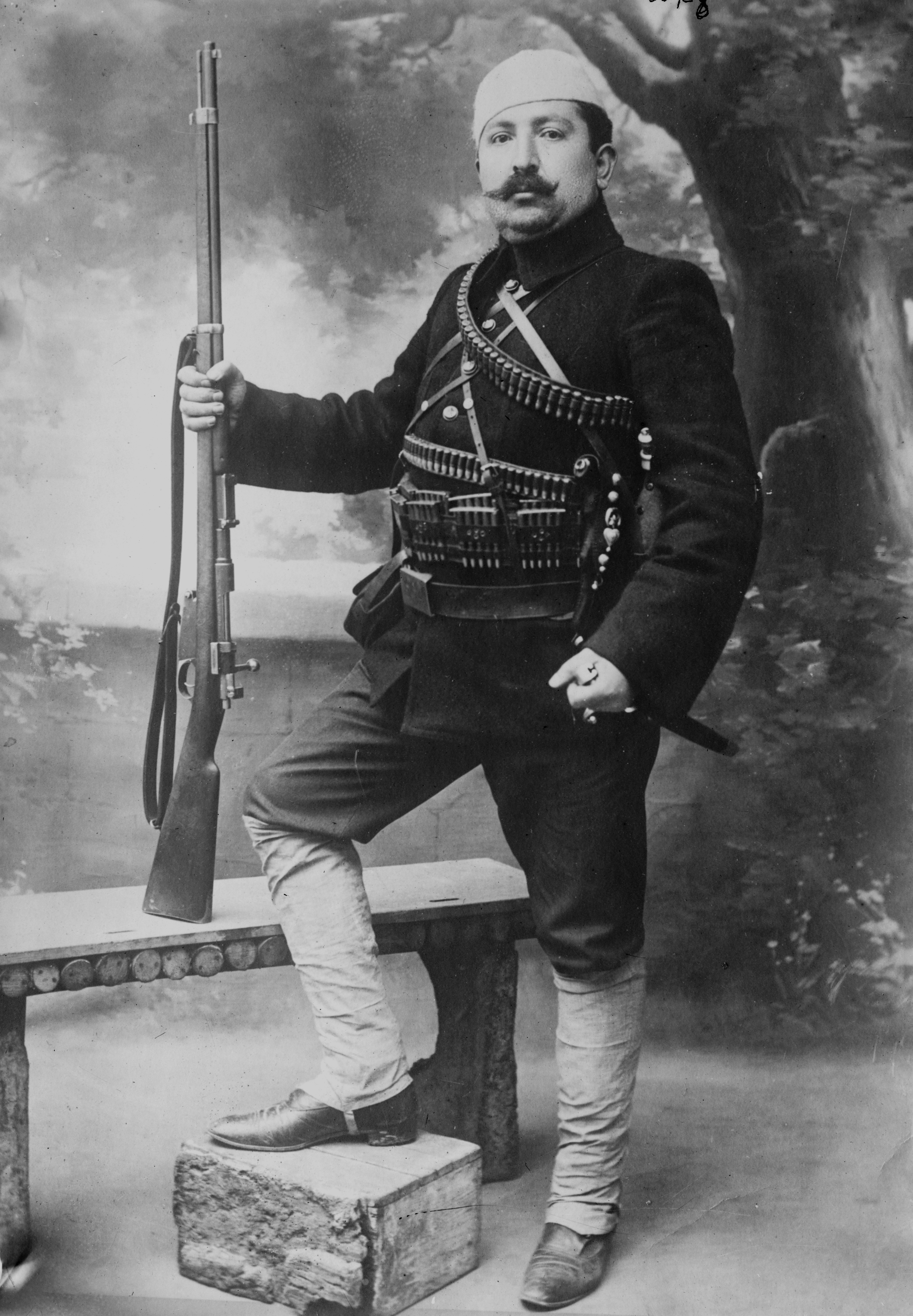
Una foto di un volontario armeno.

Alcuni gruppi fedayi si unirono all'esercito ottomano dopo l'approvazione da parte del governo ottomano di una nuova legge per sostenere lo sforzo bellico che richiedeva a tutti i maschi adulti abilitati fino all'età di 45 anni di essere reclutati nell'esercito ottomano o di pagare tasse speciali (che sarebbero state utilizzate nello sforzo bellico) da escludere dal servizio. Come risultato di questa legge, la maggior parte degli uomini abili furono allontanati dalle loro case, lasciando da sole solo le donne, i bambini e gli anziani. La maggior parte delle reclute armene furono in seguito trasformate in lavoratori stradali, di cui molti furono giustiziati.
Il Genocidio, commesso durante la prima guerra mondiale dall'Impero ottomano, diede il via al ritorno dei fedayi, che si riorganizzarono nuovamente all'interno dei confini dell'Impero ittomano. A loro volta, decine di migliaia di armeni si offrirono volontari per essere arruolati in diversi eserciti. Queste unità di volontari armeni furono formate all'interno dell'esercito russo per combattere contro l'Impero ottomano.
Il fronte russo del Caucaso crollà in seguito all'abdicazione dello zar. Nel 1917, il Congresso armeno degli armeni orientali chiese di riunire gradualmente i soldati e gli ufficiali armeni sparsi nelle regioni occupate dalla Russia. Il piano era quello di mobilitare gli armeni sul fronte caucasico. A tal fine, fu formato un Comitato militare armeno con il generale Baradouni come presidente. Quell'anno, il Congresso nazionale armeno formò il Consiglio nazionale armeno che creò la Prima Repubblica di Armenia. Questi coscritti e volontari armeni dell'esercito russo in seguito stabilirono il nucleo delle forze armate della Prima Repubblica di Armenia. I rifugiati armeni dall'Impero ottomano stavano inondando il nuovo Stato armeno. Più a sud-est, a Van, i fedayi aiutarono gli armeni locali a resistere all'esercito turco fino all'aprile 1918, ma alla fine furono costretti a evacuare e ritirarsi in Persia.
Per prendere in considerazione le misure di emergenza, l'amministrazione armena occidentale sponsorizzò una conferenza che adottava piani per formare una milizia di 20.000 uomini sotto Andranik nel dicembre 1917. Il commissario civile Dr. Hakob Zavriev promosse Andranik a generale maggiore e prese il comando dell'Armenia all'interno dell'Impero ottomano. Combatterono in numerose battaglie di successo come la battaglia di Kara Killisse, la battaglia di Bash Abaran e la battaglia di Sardarapat, quando i fedayn si unirono all'esercito armeno (centrato su Yerevan) sotto il generale Tovmas Nazarbekian.
Il numero totale di guerriglieri in queste bande irregolari era di 40.000-50.000, secondo Boghos Nubar, il presidente della delegazione nazionale armena alla Conferenza di pace di Parigi del 1919 che scrisse:
Boghos Nubar, come parte della delegazione armena, intendeva espandere la Prima Repubblica di Armenia indipendente. Pertanto, avrebbe potuto aver aumentato il numero di fedayn armeni che erano in grado di combattere per dimostrare che gli armeni erano in grado di difendere un confine armeno-ottomano eventualmente grande. In realtà, il loro numero a quel tempo era molto più basso, considerando che non c'era più di qualche manciata di fedayn nella maggior parte degli scontri contro gli irregolari curdi o i soldati turchi, anche secondo i resoconti esteri. Inoltre, molti dei fedaye erano gli stessi e riapparivano in vari luoghi e battaglie. Si dovrebbe anche notare che molti combattenti irregolari armeni morirono difendendo le regioni dell'Armenia occidentale durante il genocidio armeno.